# Quắn hoa có cuống
Quắn hoa có cuống (danh pháp khoa học: Helicia petiolaris) là một loài thực vật có hoa trong họ Quắn hoa. Loài này được Benn. miêu tả khoa học đầu tiên năm 1838.